# Coelioxys popovi
Coelioxys popovi là một loài Hymenoptera trong họ Megachilidae. Loài này được Strand mô tả khoa học năm 1934.